# Wiltshire (meteorito)
El meteorito de Wiltshire, conocido también como meteorito de Lake House, es un meteorito condrítico de Inglaterra cuya existencia está documentada desde principios del siglo XX.
De 92,75 kg de peso, es el mayor meteorito encontrado en Gran Bretaña.

## Historia
El meteorito de Wiltshire procede de una gran casa de campo isabelina de 1578 —Lake House— en la parroquia civil de Lake (condado de Wiltshire, Inglaterra). Existe evidencia fotográfica de que el meteorito estaba situado en el escalón superior de la entrada principal de Lake House al menos desde la primera década del siglo XX. Robert Hutchison conoció la existencia de este meteorito por una carta de Robin Bailey con fecha del 13 de noviembre de 1991. Bailey desconocía la historia detallada del meteorito, solo sabía que este fue recogido por su abuelo.

## Composición
Se piensa que el meteorito de Wiltshire puede ser el mayor fragmento de un meteorito más grande. Mide 55 × 38 × 35 cm, es de color marrón oscuro, y está extremadamente degradado y profundamente fracturado, conecuencia de estar expuesto a los elementos durante un largo período de tiempo.
Posee cóndrulos distinguibles, si bien tienden a tener límites mal definidos. Predominan los tipos porfiroides, pero también son frecuentes cóndrulos con textura de olivino barrado y piroxeno radial.

## Clasificación
En lámina delgada, este meteorito es una condrita ordinaria (H5) equilibrada,  muy deteriorada (W5) y moderadamente impactada (S4).